# Арвіка
Арвіка — місто в Швеції, у лені Вермланд. Є центром однойменної комуни. Розташоване в західній частині країни, а саме в історичній провінції Вермланд.

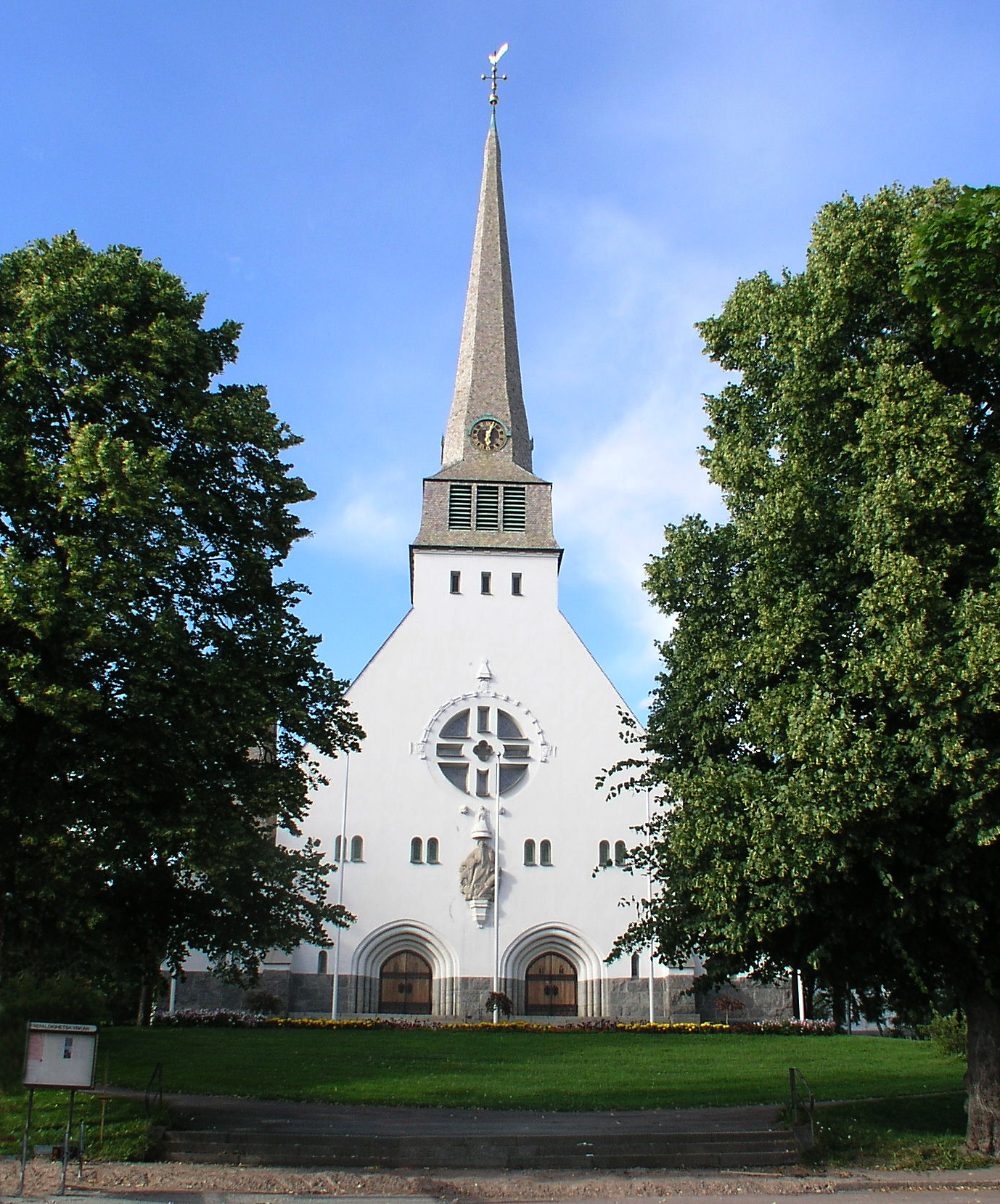
Церква в Арвіці

Статус міста отримало в 1821 році. За чисельністю населення це — друге за величиною місто в Вермланд: в самому місті проживають близько 14 000 чоловік, а в комуні — близько 26 000 чоловік.

## Географія
Місто Арвіка знаходиться на березі затоки Чюрквікен, поблизу льодовикового озера Глафсфьорден (яке колись було фіордом доісторичного Анцилового озера).
Околиці Арвіки горбисті, з південного сходу до міста примикає гора Стуркасбергет (240 м).
У місті є порт; рікою Бюельвен Глафсфьорден з'єднується з озером Венерн, яке, у свою чергу, пов'язане з Північним морем за допомогою річки Гета-Ельв і з Балтійським морем Гета-каналом.

## Промисловість
В місті розташовано кілька підприємств важкої промисловості, на яких працює велика частина населення. Серед заводів можна виділити Thermia, який є одним із заводів компанії Volvo Construction Equipment, що виробляє фронтальні колісні навантажувачі . В області ливарного виробництва необхідно відзначити значимість Arvika Gjuteri. Не менш важливим є завод з виробництва кавових машин Coffee Queen [Архівовано 4 січня 2014 у Wayback Machine.].
C 1994 по 1999 рік в місті працювала компанія Jösse Car з виробництва спортивних автомобілів.

## Культура
В Арвіці з 1992 по 2010 роки проводився музичний фестиваль Arvikafestivalen .